# 영은사지
영은사지(靈隱寺址)는 대한민국 전북특별자치도 정읍시 내상동에 있는, 백제 무왕 37년(636)에 영은조사가 지은 절 터이다. 1979년 12월 27일 전라북도의 기념물 제63호로 지정되었다.

## 개요
영은사는 백제 무왕 37년(636)에 영은조사가 지은 절로, 이때의 규모는 50여 동이었다고 한다.
고려 숙종 3년(1098)에 행안선사가 새로 고쳐 지었다고 했을 뿐 그 동안의 연혁은 밝혀지지 않고 있다. 그 후, 조선 명종 22년(1567)에 희묵대사가 법당과 요사(중들이 기거하던 집)을 지었다고 전한다.
인조 17년(1639)에 부용대사가 사당을 고치고 불상을 도금했으며, 정조 3년(1779)에 영운대사가 대웅전십왕전과 요사를 또 다시 고쳤다. 근래에 와서는 1938년에 매곡선사가 대웅전을 보수하고, 명부전과 요사를 새로 지었으나, 한국전쟁 때인 1951년에 전부 불타 없어져서 요사, 대웅전을 다시 지었다. 그리고 정부의 국립공원 개발계획에 따라 일주문, 명부전, 정혜루, 사천왕문을 새로 세웠다. 1979년에는 인도로부터 석가모니의 진신사리를 봉안하기도 했다.
영은사에는 ‘정혜루’라는 세 칸의 유명한 문루가 있는데, 세조 12년(1467)에 시작하여 다음 해에 준공되었으며, 절이 한창 번창할 때 세운 것으로 추정된다.

## 참고 문헌
- 영은사지 - 국가유산청 국가유산포털